# Cayaponia cabocla
Cayaponia cabocla là một loài thực vật có hoa trong họ Cucurbitaceae. Loài này được (Vell.) Mart. mô tả khoa học đầu tiên năm 1842.